# Insediamenti Tusi
Situati nelle zone montuose del sud-ovest della Cina, gli insedianti Tusi (土司遗址S, Tǔsī yízhǐP) sono una struttura che comprende i resti di diversi domini tribali, i cui capi erano stati nominati dal governo centrale come "Tusi", sovrani ereditari dal XIII fino al principio del XX secolo.
Il sistema dei Tusi nacque da minoranze etniche dinastiche  di governo, risalenti al III secolo a.C., con lo scopo di unificare l'amministrazione nazionale, pur consentendo le minoranze etniche di conservare i loro costumi e lo stile di vita. I siti di Laosicheng, Tangya e la Fortezza Hailongtun che compongono il patrimonio testimoniano questa eccezionale forma di governo, che deriva dalla civiltà cinese dei periodi Yuan e Ming.